# Dead Flowers (canción de The Rolling Stones)
«Dead Flowers» —en español: «Flores muertas»— es una canción del grupo británico de rock The Rolling Stones, escrita por Mick Jagger y Keith Richards para el álbum Sticky Fingers de 1971. 

## Historia
La canción fue grabada en diciembre de 1969 y en abril de 1970 en los Olympic Studios de Londres.
Fue escrita durante un período en el que los Stones estaban experimentado con la música country, cuando la amistad entre Richards y Gram Parsons estaba influyendo en sus composiciones. Jagger comentó en 2003: "Las canciones country que grabamos más tarde, como «Dead Flowers» en Sticky Fingers o «Far Away Eyes» en Some Girls, son ligeramente diferentes (a las anteriores), pero soy yo quien no va a ser legítimo con esto, porque creo que soy un cantante de blues y no uno de country, creo que es más adecuado para la voz de Keith que para la mía".
La letra de la canción es notablemente oscura, y según algunas interpretaciones, habla de un hombre cuya novia lo dejó, y que en medio de su tristeza recurre a las drogas para sentirse mejor. Hace una clara referencia a la heroína, ya que para consumir esta droga lo más común es que se use una aguja y una cuchara:
| Well when you're sitting back in your rose pink Cadillac making bets on Kentucky Derby Day I'll be in my basement room with a needle and a spoon and another girl can take my pain away | Bueno, cuando estés sentada de vuelta en tu Cadillac rosado Haciendo apuestas en el Día del Derby de Kentucky Ahi estaré en mi sótano con una aguja y una cuchara Y otra chica que me aleje el dolor |

Los Stones han tocado la canción en vivo durante las giras de los álbumes Sticky Fingers y Exile On Main Street entre 1970 y 1972, luego regresaría una vez más durante la gira Black and Blue en 1976. No volvieron a tocarla hasta el Steel Wheels Tour en 1989. Una presentación en vivo de la canción hecha durante el Voodoo Lounge Tour es parte del álbum en vivo Stripped de 1995 y su edición del 2016 llamada Totally Stripped. La canción apareció en un show del 29 de septiembre de 2006 en Louisville, en el famoso hipódromo de Churchill Downs, haciendo referencia a la línea de la canción antes nombrada. 
El cantante / compositor de música country Brad Paisley se unió a los Stones para tocar en vivo la canción en Filadelfia en junio de 2013 y en Nashville en junio de 2015.

## Personal
Acreditados:
- Mick Jagger: voz, guitarra acústica
- Keith Richards: guitarra eléctrica, coros
- Mick Taylor: guitarra eléctrica
- Charlie Watts: batería
- Bill Wyman: bajo
- Ian Stewart: piano

## Versiones de otros artistas
Varios artistas han hecho su propia versión de Dead Flowers, entre ellos se encuentran:
- Guns N' Roses, en varias de sus presentaciones en vivo (1993-2014).
- GG Allin, en The Troubled Troubador (publicado en 1996).
- Gilby Clarke con la participación invitada de Axl Rose, en Pawnshop Guitars (publicado en 1994).
- Steve Earle, en Shut Up and Die Like an Aviator (publicado en 1991) y Ain't Ever Satisfied: The Steve Earle Collection (publicado en 1996).
- The Good Brothers, en The Good Brothers Live (publicado en 1980).
- Henry McCullough, en Cut (publicado en 2000).
- The Karl Hendricks Trio, en Buick Electra (publicado en 1992).
- New Riders of the Purple Sage, en Live Austin, TX 06/13/1975.
- Nine Pound Hammer, en Mulebite Deluxe (publicado en 2005).
- Poison, en Poison'd (publicado en 2007).
- The Powder Kegs, en The Seedhouse (publicado en 2007).
- Michael Stanley, en The Farrago Sessions (publicado en 2006).
- Townes Van Zandt, en Roadsongs y Abnormal.
- Andrés Calamaro en Lima (1998)
- Una de las versiones de Townes Van Zandt aparece en la banda sonora de la película El gran Lebowski.
- La Vaina de Shuan, en Viento a Favor (publicado en 2007)
- Desperados, editan una versión en castellano como sencillo y posteriormente la añaden a su disco El Golpe (publicado en 1988)